# Genista sakellariadis
Genista sakellariadis là một loài thực vật có hoa trong họ Đậu. Loài này được Boiss. & Orph. miêu tả khoa học đầu tiên.